# Union City (Indiana)
Union City is een plaats (city) in de Amerikaanse staat Indiana, en valt bestuurlijk gezien onder Randolph County.

## Demografie
Bij de volkstelling in 2000 werd het aantal inwoners vastgesteld op 3622.
In 2006 is het aantal inwoners door het United States Census Bureau geschat op 3441, een daling van 181 (-5,0%).

## Geografie
Volgens het United States Census Bureau beslaat de plaats een oppervlakte van
4,7 km², geheel bestaande uit land. Union City ligt op ongeveer 318 m boven zeeniveau.

## Plaatsen in de nabije omgeving
De onderstaande figuur toont nabijgelegen plaatsen in een straal van 20 km rond Union City.